# Epithema involucratum
Epithema involucratum là một loài thực vật có hoa trong họ Tai voi. Loài này được (Roxb.) B.L.Burtt mô tả khoa học đầu tiên năm 1958.